# Reserva natural silvestre Piedra del Fraile
La reserva natural silvestre Piedra del Fraile es un área natural protegida ubicada en el departamento Lago Argentino de la provincia de Santa Cruz en Argentina, cercana al parque nacional Los Glaciares. Su superficie es de 5005 ha 26 a 13 ca. 

## Generalidades
La reserva natural silvestre se ubica sobre el río Eléctrico cerca de la ruta provincial n.º 23, al norte del cerro Fitz Roy y al noroeste de la localidad de El Chaltén. La finalidad de la reserva consiste en consolidar la conformación del corredor biológico del bosque andino patagónico austral y la conservación de sus especies, resguardar sus paisajes escénicos únicos, contribuir a la conservación de la cuenca del río de las Vueltas y ser un sector relevante para la conservación de especies de fauna de alto valor de conservación como el huemul (Hippocamelus bisulcus) y el pato de los torrentes (Merganetta armata). En la reserva funciona el establecimiento ganadero Ricanor.

## Antecedentes
La categoría reserva natural silvestre bajo jurisdicción de la Administración de Parques Nacionales fue creada por decreto n.º 453/1994 de 24 de marzo de 1994 para preservar:

(...) aquellas áreas de extensión considerable que conserven inalterada o muy poco modificada la cualidad silvestre de su ambiente natural y cuya contribución a la conservación de la diversidad biológica sea particularmente significativa en virtud de contener representaciones válidas de uno o más ecosistemas, poblaciones animales o vegetales valiosas a dicho fin, a las cuales se les otorgue especial protección para preservar la mencionada condición.

Las entidad conservacionista Fideicomiso Los Glaciares (dirigida por Pedro Alberto Friedrich) ofreció en donación con cargo a la Administración de Parques Nacionales (APN) el establecimiento ganadero Ricanor. Esta administración aceptó la donación por resolución n.º 40/2019 de 13 de febrero de 2019, lo mismo que la Agencia de Administración de Bienes del Estado por resolución n.º 113/2019 de 26 de marzo de 2019, asignándolos a la APN. Ambas reparticiones públicas formalizaron la donación por escrituras públicas el 17 de abril de 2019.

## Creación de la reserva natural silvestre
El 3 de mayo de 2019 el presidente Mauricio Macri dictó el decreto n.º 326/2019 expresando:

ARTÍCULO 1°.- Créase la Reserva Natural Silvestre PIEDRA DEL FRAILE, situada en la Localidad Zona Norte del Río Santa Cruz Sección XXXV del Departamento Lago Argentino, Provincia de SANTA CRUZ, cuya superficie total asciende a CINCO MIL CINCO HECTÁREAS, VEINTISÉIS ÁREAS, TRECE CENTIÁREAS (5005 has. 26 as. 13 cas.), identificada catastralmente como 071-0000-3110, e inscripta en el REGISTRO DE LA PROPIEDAD INMUEBLE dela Provincia de SANTA CRUZ, bajo la Matrícula N° 11835 del Departamento III Lago Argentino.
ARTÍCULO 2°.- Encomiéndase a la ADMINISTRACIÓN DE PARQUES NACIONALES,organismo descentralizado actuante en la órbita de la Secretaría de Gobierno de Ambiente y Desarrollo Sustentable de la SECRETARÍA GENERAL de la PRESIDENCIA DE LA NACIÓN, la custodia y el manejo ambiental de la Reserva Natural Silvestre PIEDRA DEL FRAILE.

La administración es realizada por la intendencia del parque nacional Los Glaciares cuya sede se encuentra en la localidad de El Calafate.

## Controversias
Las reservas naturales silvestres independientes son áreas protegidas de propiedad del Gobierno nacional, que este establece por decreto en circunstancias especiales en las cuales la provincia en la que se encuentra retiene la total jurisdicción, pues no la ha delegado por ley propia y el área protegida no ha sido creada por ley del Congreso Nacional como requiere la ley n.º 22351 que rige el Sistema Nacional de Áreas Protegidas. Por estos motivos estos previos están sujetos a posibles juicios de expropiaciones por las provincias. Debido a que la declaración de la reserva natural no prevé el consentimiento de las autoridades provinciales, en octubre de 2018 la Fiscalía de Estado de la provincia de Santa Cruz presentó un pedido de amparo judicial buscando la nulidad e inconstitucionalidad del decreto de creación de la reserva natural silvestre Patagonia, mientras que la Legislatura provincial declaró la emergencia en materia de posesión de tierras rurales impidiendo la creación de nuevas áreas protegidas por el plazo de 6 meses. Tras la creación de la reserva natural silvestre Piedra del Fraile hubo rechazo por parte de políticos locales y el 16 de mayo de 2019 la Fiscalía de Estado de Santa Cruz presentó ante la Corte Suprema de Justicia de la Nación una acción de amparo solicitando que se declare la nulidad y la inconstitucionalidad del decreto de creación de la reserva natural silvestre.